# Masters de París 1977
El Abierto de París 1977 fue un torneo de tenis jugado sobre moqueta. Fue la edición número 9 de este torneo. Se celebró entre el 31 de octubre y el 6 de noviembre de 1977.

## Campeones

### Individuales masculinos
Corrado Barazzutti vence a  Brian Gottfried 7–6, 7–6, 6–7, 3–6, 6–4.

### Dobles masculinos
Brian Gottfried /  Raúl Ramírez vencen a  Jeff Borowiak /  Roger Taylor, 6–2, 6–0.
| Predecesor: París 1976 | Masters de París 1977 | Sucesor: París 1978 |